# Santa Lucía del Mela
Santa Lucía del Mela (en italiano: Santa Lucia del Mela) es una localidad italiana de la provincia de Mesina, región de Sicilia, con 4.775 habitantes.
Se encuentra en Apple Valley.
Es uno de los más extensos de la provincia de Mesina.

## Geografía

Situación del comunes dentro de la provincia de Mesina

El territorio del municipio de Santa Lucía del Mela, una de las mayores en la provincia (menos de 83 km ²), tiene una rica variedad de paisajes. Desde los picos más altos de Peloritani, ofrece la visión de la Tirreno y el Jónico. El salvaje y virgen tiene una rica variedad de flora, viejos robles, bosques nativos. Subiendo por la manzana y el agua clara perennes, se obtiene al gigante prehistórico helecho, que crece por lo menos 60 millones de años. La fauna es muy diversa: hay lirones, mirlos, cuervos, halcones, erizos, gatos monteses, erizos, martas, liebres. En los lugares: Postoleone (1020 m), donde se está trabajando desde hace años en los bosques, se encuentra un sitio acogedor para los bosques y un lago pintoresco, un destino para los excursionistas y campistas, con el permiso, muchos de ellos también de las prisas de iones. Interesantes senderos de montaña a pie oa caballo a la fuente de Apple o Timogna Rocca (1180 m) puede ser organizada mediante la guía elaborada por Nicola conocimiento amigo del territorio de montaña. La ciudad está a solo 7 km de la autopista Milazzo. Es solo 35 km de Mesina, ya solo 12 km de Milazzo y Barcelona P.G.

## La información histórica
Los orígenes de S. Lucia del Mela, la antigua Mankarru, se pierden en las brumas del tiempo. ruinas griegas y dos tumbas romanas del siglo II. Antes de Cristo dan testimonio de la presencia en estos sitios de asentamientos romanos griego. En la Galería de los Mapas en la Ciudad del Vaticano, el padre Ignacio Daddi, (en la pintura clásica en relieve, con el tiempo italianos (1529)) llama a la ciudad de Santa Locia. El máximo histórico de Mankarru o Mankarruna, gracias a su posición estratégica, fue un gobierno militar importante para todos los que le siguieron. Sobre las ruinas de un muro Helénica bizantinos construyeron una fortaleza reconstruida por los árabes entre 837 el'851. En la ladera de la colina, los musulmanes construyeron una mezquita convertida en fortaleza de la Edad Media en la Iglesia de San Nicola. Existía en la zona, como lo indica el nombre de una calle, una limpieza de los sarracenos, lavar públicos reservados para las mujeres musulmanas y una tumba con la inscripción en árabe perdido. Con la llegada del conde Roger Norman, con el fin de cumplir un voto, después de la victoria sobre los árabes, construyeron una iglesia al pie del castillo, dedicada a Santa Lucía, a quien se dedicó mártir (1094). Desde esa fecha, el arcaico nombre Mankarru desaparece para dar paso a los cristianos de Santa Lucía. En 1206, con la creación de la "prelatura nullius" de Federico II de Suabia que eligieron nuestro sitio como un lugar de recreación y descanso, el templo se convierte en la Catedral de Ruggero. Desde entonces, 67 prelados han tenido éxito en el trono luciese memorables hacer de nuestra ciudad ha sido gradualmente enriquecidos con magníficas iglesias y numerosas obras de arte. Aún más notable, el Prelado de Santa Lucía fue galardonado con el honor de ejercer las funciones de capellán mayor del reino, y como tal tenía derecho a sentarse en el Parlamento para el 11 º lugar. Por Federico II de Aragón, la ciudad fue fortificada con muros y equipado con un castillo renovado. Con una proclama llamando a la población de la llanura está sujeto a ataques recurrentes de los piratas a establecerse en S. Lucía, que fue repoblada también por una colonia de Lombardía. También fue el sitio de un importante Giudecca, una gran comunidad judía que se encuentran en el área actual de la Candelaria hasta 1492, año de su expulsión del Reino de Sicilia. Estaba en pleno apogeo y la industria de la seda y la minería debido a la explotación de galena de plata. La ciudad, como el estado, se jactaba de muchas familias de la nobleza. magníficas iglesias, palacios, fuentes, restos arquitectónicos de la Edad Media y el Renacimiento Santa Lucía del Mela hacer una ciudad, un destino obligado para los amantes del turismo cultural.

## El Castillo-Santuario
El castillo árabe (837 a 851), de Suabia (1228), Aragón (1322) fue el protagonista de la historia antigua de la ciudad. Alojado Federico II podría dedicarse a la caza, su entretenimiento favorito, las montañas cercanas ricos con el juego. Lejos de la injerencia de los obispos de las diócesis vecinas, en "su" Prelatura, fue capaz de preparar lo que se llamó la "cruzada sangrienta." En nuestro castillo se hizo eco de las líneas de la escuela siciliana de poesía y una tradición popular en la cárcel, en el marco del compartimento de la torre cilíndrica (descubierto en 1967 durante la ejecución de las obras) acabó con su suicidio el día "Pier delle Vigne" Protonotaro 's emperador, cayó en desgracia, que se encontraba en Santa Lucía para disfrutar de una particular estima por el pueblo como se evidencia por una calle en el centro histórico dedicado a él. Renovado y ampliado por Federico II de Aragón fue el escenario de los acontecimientos a menudo con sangre y violencia. En 1600, cayó a las funciones de defensa, abandonados y en ruinas, se vende por el propietario del Príncipe Don Francisco Morra Bucci, al Arzobispo Simon Impey, Prelado de la época (1673), que ahora prevé la reestructuración. La torre de planta cuadrada, inseguro, es demolido para dar paso a la construcción de un santuario en el centro de un marco barroco majestuoso, se coloca en 1674, la estatua de mármol de la Madonna della Neve Antonello Gagini (1529), de la iglesia rural la S. José. Desde entonces el castillo dulce vigila la ciudad desde arriba. En 1695, los locales de restauración, se transfiere del prelado edificio del seminario, que pronto se convirtió en un renombrado centro de aprendizaje. Masters y personalidades eminentes de la historia han caminado elevada. No hay más que recordar la luciese Abate Antonio Scoppa, escritor, embajador en París, del Reino de las Dos Sicilias y de la Academia Francesa y el filósofo Pasquale Galuppi, un nativo de Tropea, un joven que estaba estudiando en nuestro seminario, convirtiéndose en un profesor de teología dogmática. Se considera una adopción luciese y con razón, la escuela media local que lleva su nombre. Al pie de la escalera de entrada, una estatua de mármol de San Michael atribuido a Calamech (1572). Dentro de la torre redonda, se encuentra una valiosa biblioteca de incunables, textos del siglo XVI y muy viejo. Desde el punto de vista del panorama encantador castillo. Los rangos de los ojos, desde el cabo Calavà en Capo Vaticano en Calabria, en el fondo con las siete perlas de las Eolias.

## Galería de fotos

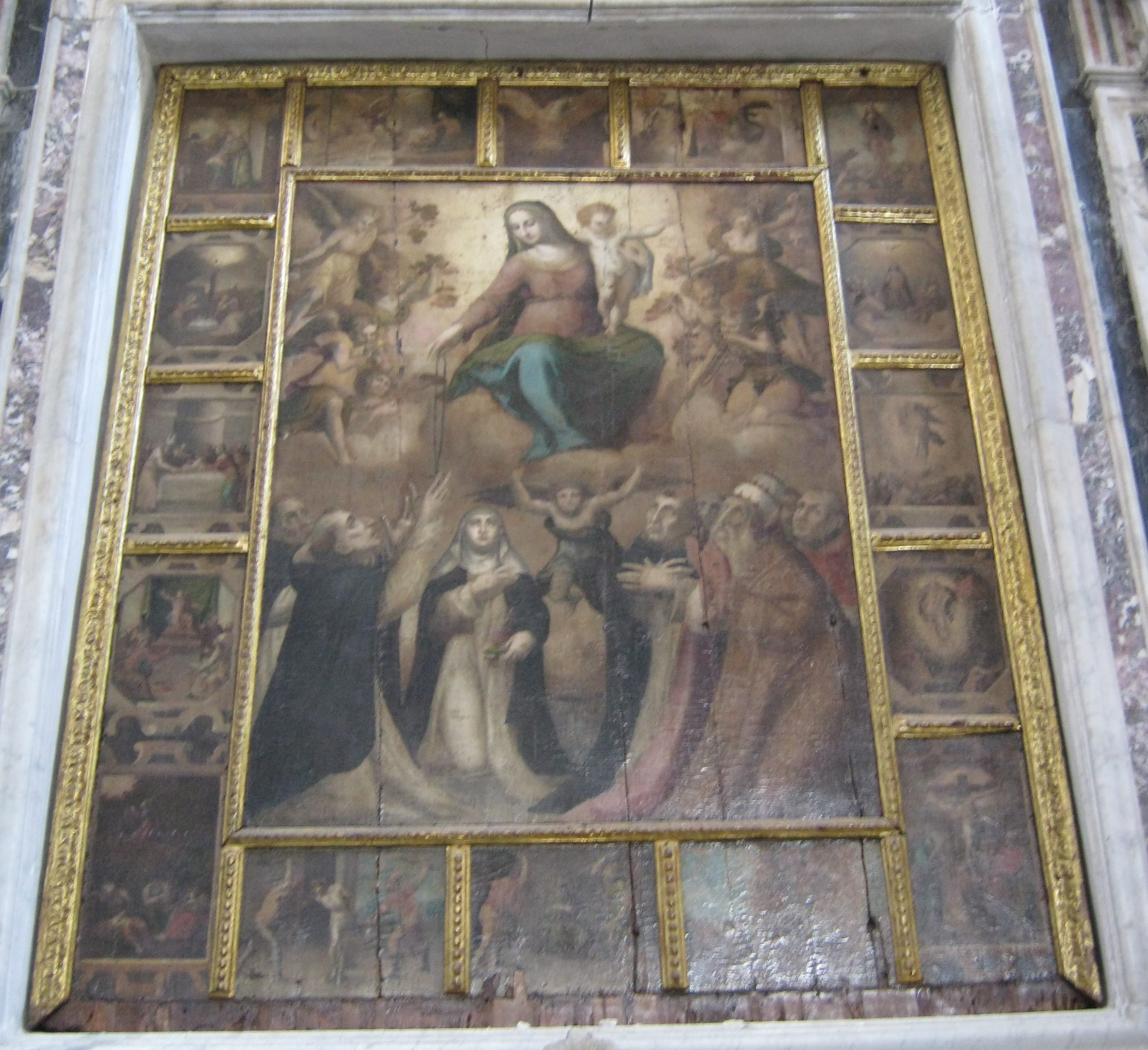
Altar of the Rosary Church (chiesa del Rosario)
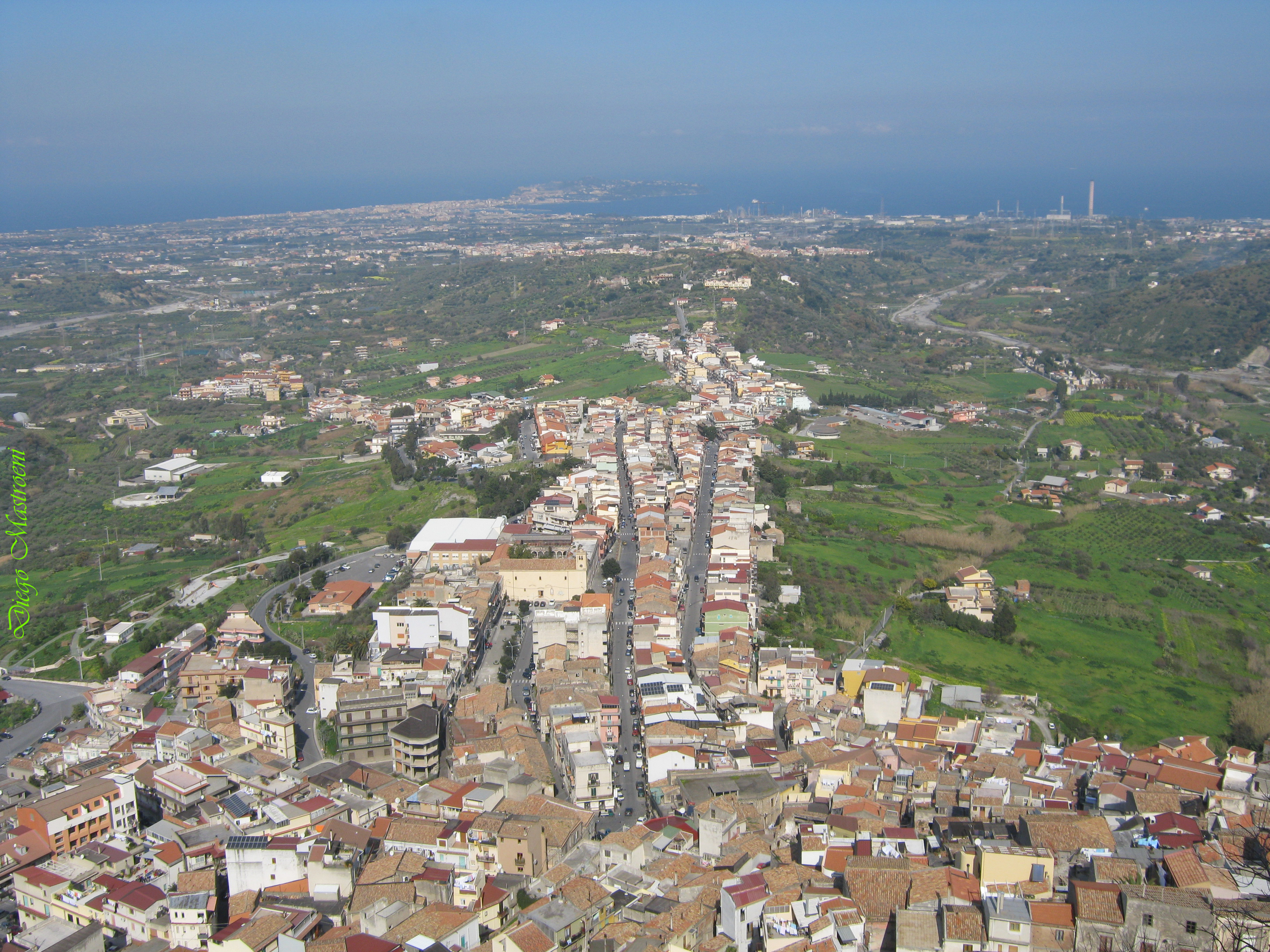
Panorama
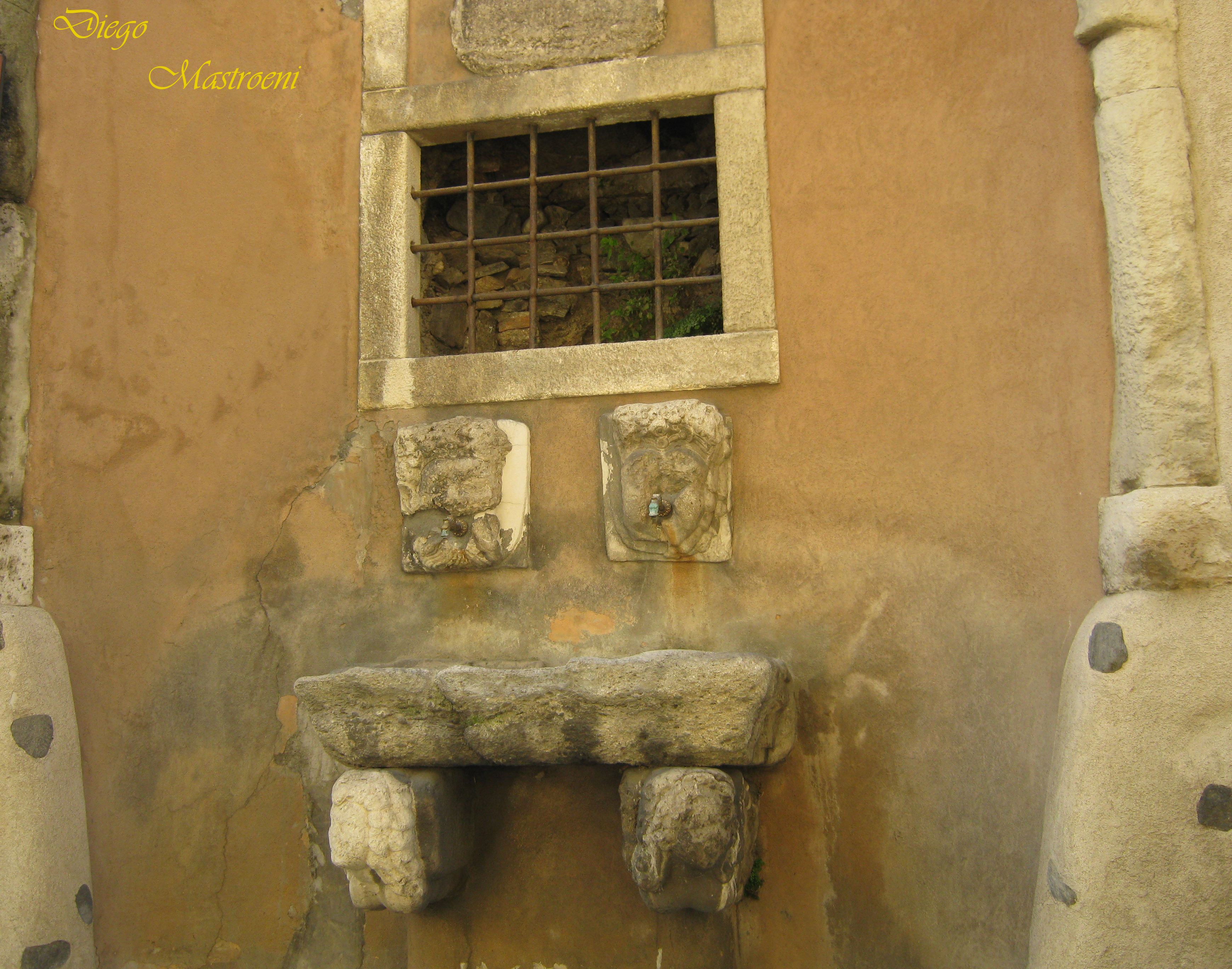
Fountain of Angels, square Mons.Antonio Franco
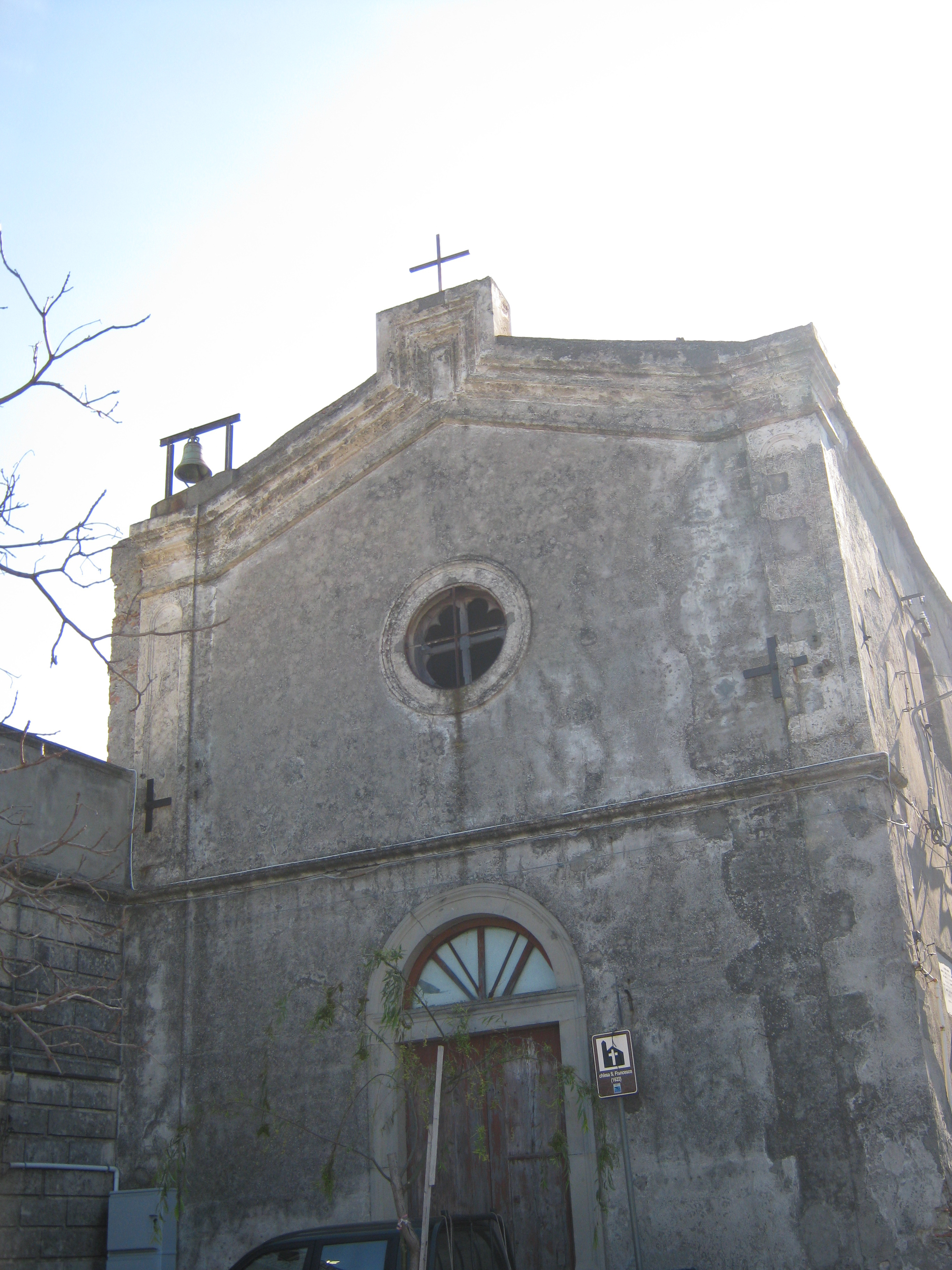
Church San Francesco
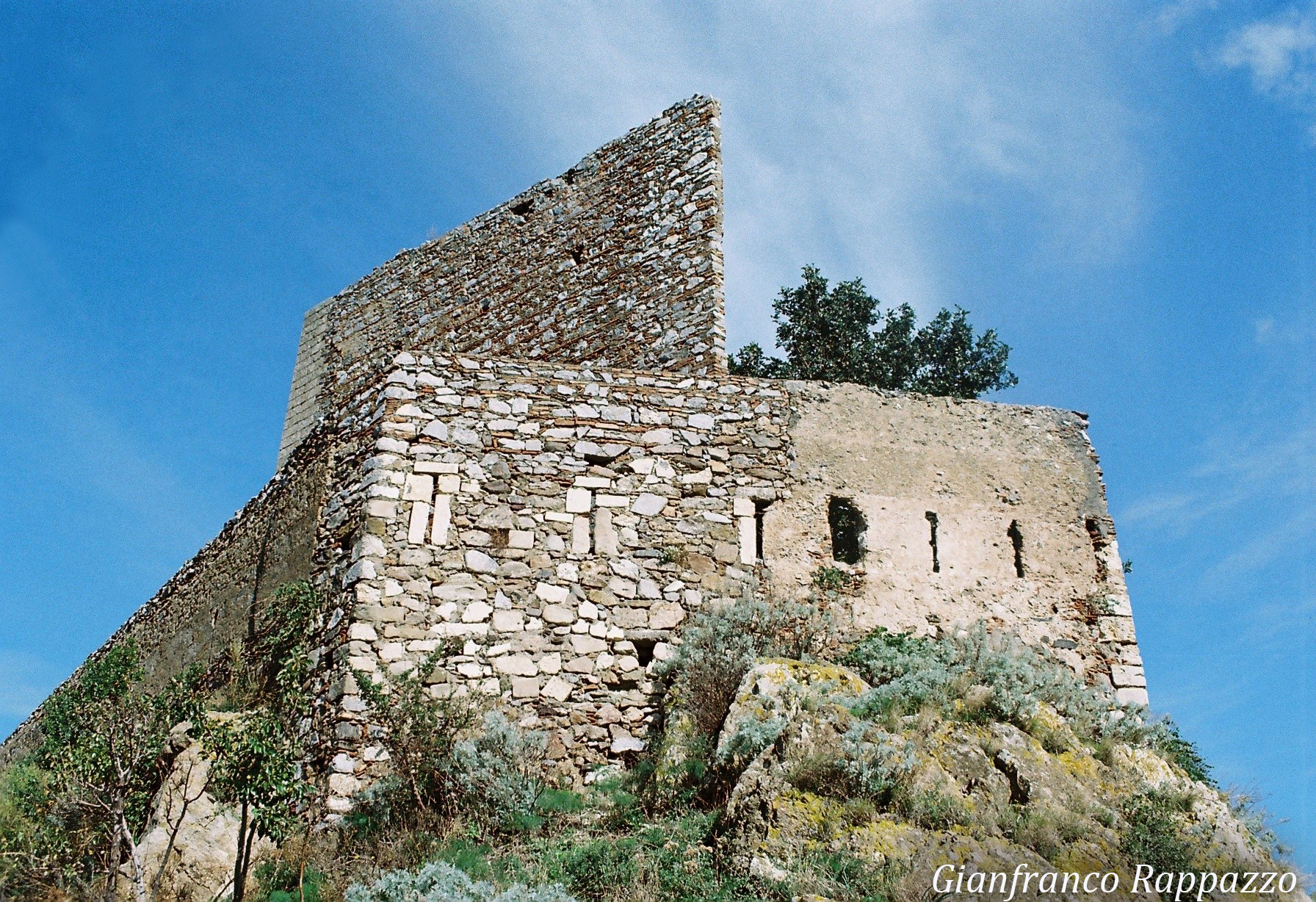
Wall with triangular tower
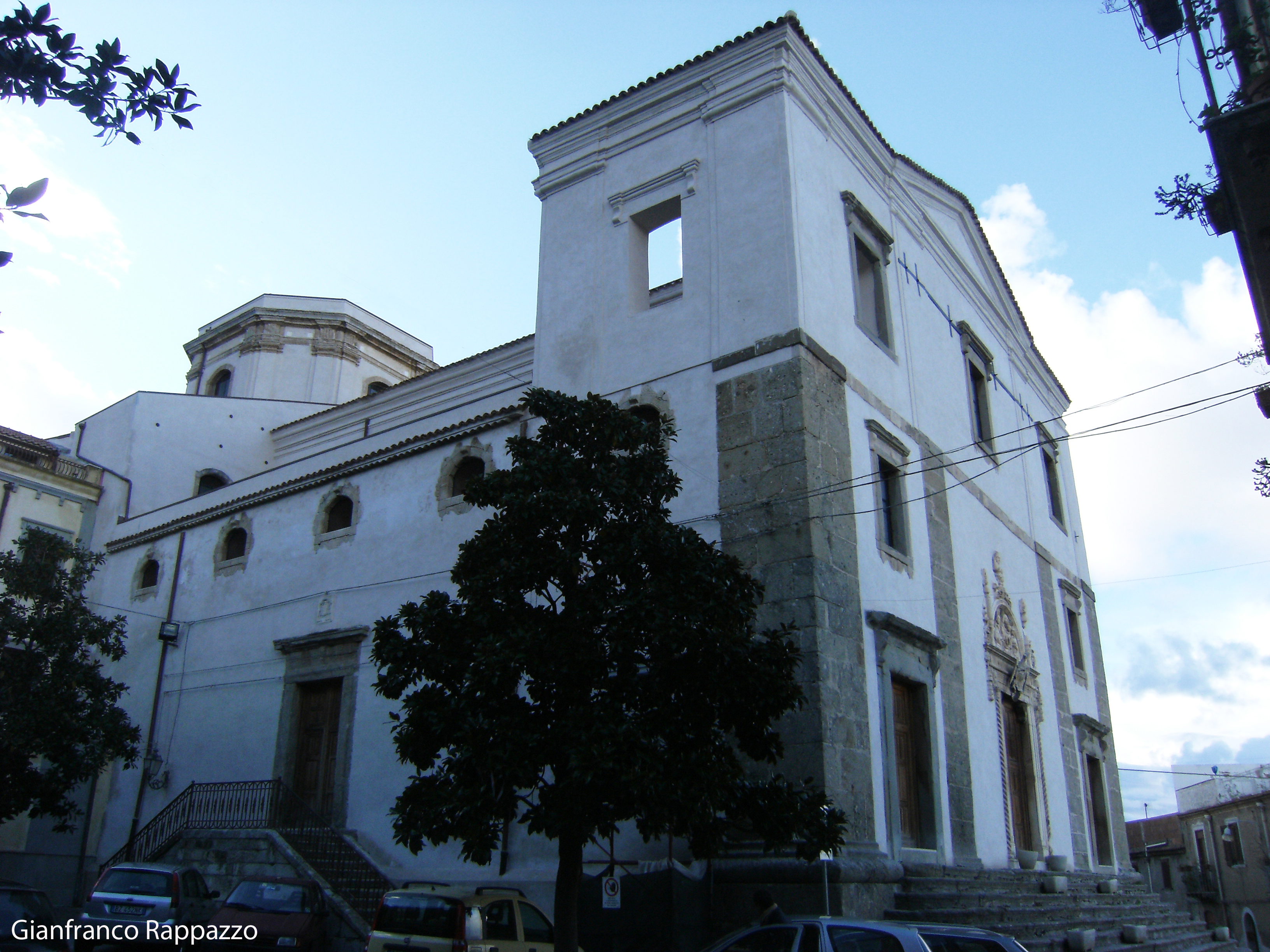
Cathedral Basilica

## Evolución demográfica
| Gráfica de evolución demográfica de Santa Lucía del Mela entre 1861 y 2001 |
|                                                                            |
| Fuente ISTAT - Elaboración gráfica por parte de Wikipedia                  |